# Batman with Robin the Boy Wonder
Batman with Robin the Boy Wonder is een Amerikaanse animatieserie van Filmation. De serie ging in première op CBS op 13 september 1969.
De serie bestond uit de “Batman” verhalen van de serie The Batman/Superman Hour. De serie stond ook bekend als The Adventures of Batman. Hoofdpersonages in de serie waren Batman, Robin en Batgirl.
In 1985 bracht Warner Home Video vijf afleveringen van de serie uit op VHS in de Verenigde Staten, samen met afleveringen van Aquaman, Superboy en Superman.

## Cast
- Olan Soule als Batman (Bruce Wayne)/Alfred Pennyworth
- Casey Kasem als Robin (Dick Grayson)
- Jane Webb als Batgirl (Barbara Gordon)/Catwoman
- Ted Knight als Verteller/Commissioner Gordon/The Joker/The Penguin/Riddler